# Претпразничко вече
Претпразничко вече је лирска песма Алексе Шантића која је настала 1910. године. Песма је испевана у елегичном тону. Основна радња песме се одвија вече уочи празника. Претпразничко вече је песма необичне дужине, развијене фабуле и сложених слика. 
Алекса Шантић је ову песму писао у већ одмаклим годинама кад су многи чланови његове породице преминули, а он је, стицајем околности, остао неожењен. Живео је сам у породичној кући, па је у својим песмама које називамо елегијама изражавао тугу за својом вољеном несталом патријархалном породицом. Та осећања и расположења најпотпуније и најбоље је изразио у песми Претпразничко вече.
Психичко стање писца је одређено празнином и тугом услед недостајања драгих и блиских особа пред празник. Време празника је оно време када су сви блиски на окупу, а вече пред празник, у овој песми, песник доживљава кроз своје осећање усамљености због тога што су сви њему блиски људи преминули.
Главни мотиви песме су:
- мотив усамљености и дубоког бола због тога,
- мотив евокације прошлости и топлине породичног живота из детињства
- мотив стваралаштва као надокнаде и утехе.

## Песма
Сјутра је празник. Своју свјетлост меку
Кандило баца и собу ми зâри.
Сâм сам. Из кута бије сахат стари,
И глухи часи неосјетно теку.

Напољу студен. Пећ пуцка и грије.
Ја лежим. Руке под главом, па ћутим,
И слушам како грањем замрзнутим
У моја окна голи орах бије.

Тако на врата суморног ми срца
Сјећање једно удара и чека
Кô друг и сабрат, као душа нека
Што са мном плаче и у болу грца.

Негда у таке ноћи, када отка
Помрлом грању зима покров ледан,
Ова је соба била кô врт један,
Гдје је кô поток текла срећа кротка:

Као и сада, пред иконом сјаји
Кандила свјетлост. Из иконостаса
Сух бршљан вири. Лако се таласа
Измирне прамен и благослов таји.

Сва окађена мирише нам соба.
Около жуте лојане свијеће,
Ми, дјеца, сјели, кô какво вијеће,
Радосни што је већ грудању доба.

Под танким велом плавкастога дима
У пећи ватра пламти пуним жаром,
И сјајне пруге по ћилиму старом
Весело баца и трепери њима.

Уврх, на меку шиљту, отац сио,
Пружио чибук и дим се колута;
Његова мисô надалеко лута,
И поглед блуди сањив, благ и мио.

Уза њ, тек малко на шиљтету ниже
Кô симбол среће, наша мајка бдије;
За скори Божић кошуље нам шије,
И каткад на нас благе очи диже.

У то би халка закуцала. - "Петар!"
- Ускликне отац - "Он је зацијело!
Он вазда воли говор и сијело -
Отворите му!"... - И ми сви, кô вјетар,

Трчи и вратâ пријевор извуци.
И стари сусјед, висок као бријег,
Тресући с руха напанули снијег,
Јавио би се с фењером у руци.

Сваки му од нас у загрљај хита,
Мајка га кротко сусрета и гледа,
А он се јавља, па до оца сједа,
И бришућ чело за здравље га пита.

Сва новом срећом огране нам соба!
На сваком лицу свето, сјајно нешто.
Сучући брке, стари сусјед вјешто
Почô би причу из далеког доба.

И докле прозор хладна дрма цича,
Ми сваку ријеч гутамо нијеми;
Срца нам дршћу у радосној треми
Све догод не би довршио чича.

Затим би отац, ведар кô сјај дана,
Узео гусле у жилаве руке,
И гласно почô, уз гањиве звуке,
Лијепу пјесму Страхињића Бана...

Мени је било кô да пјесме ове
Сваки стих поста пун бехар у роси,
Па трепти, сјаје, и мени по коси
Просипа меке пахуљице нове...

О мили часи, како сте далеко!
Ви, драга лица, ишчезла сте давно!
Пуста је соба... моје срце тавно...
И без вас више ја среће не стеко'...

Кандило и сад пред иконом тиња,
И сад је позно предбожићње доба;
Ал' глуха јама сад је моја соба,
А ја лист свео под бјелином иња.

Узалуд чекам... У нијемој сјени
Никога нема... Сам, кô камен ћутим.
Само што орах грањем замрзнутим
У окна бије и јавља се мени...

Но док ми мутни боли срце косе,
Кô студен травку уврх крша гола -
Из мојих књига, са прашњава стола,
Ја чујем шушањ кô вилине косе.

Гле! Сад се редом расклапају саме
Све књиге старе, снови чежње дуге -
Мичу се, трепте једна покрај друге,
И њихов шумор кô да пада на ме.

Сањам ли? Ил' би ово јава била?
Из растворених листова и страна
Прхнуше лаке тице, кô са грана,
И по соби ми свуд развише крила.

Све се свијетле!... Све у блијеску стоје!...
Једна около кандила се вије,
А нека болно, Кô да сузе лије,
Пред сликом дршће мртве мајке моје.

Неке бијеле као љиљан први,
Само им златно меко перје груди;
Неке све плаве, тек им грло руди,
Као да кану кап зорине крви.

Неке ми пале ту на срце свело,
Па крил'ма трепте и шуште кô свила;
А једна лако, врхом свога крила,
С цвркутом топлим додирну ми чело,

Кô да би хтјела збрисат сјен туге...
И слушај! Редом запјеваше оне!...
И гласи дршћу, тресу се, и звоне,
Мили и сјајни кô лук младе дуге:

"Не тужи! С болом куда ћеш и гдје би?!
Ми пјесме твоје, и другова свију
Што своје душе на звјездама грију -
Света смо жива породица теби!

Ми као роса на самотне биљке
Падамо тихо на сва срца бона,
И у ноћ хладну многих милиона
Сносимо топле божије свјетиљке.

Ми здружујемо душе људи свије'!
Мртве са живим вежу наше нити:
И с нама вазда уза те ће бити
И они које давно трава крије!

Пригрли ова јата благодатна!
И када једном дође смрти доба,
Наша ће суза на кам твога гроба
Канути топло кô кап сунца златна"...

И акорд звони... Све у сјају јачем
Кандило трепти и собу ми зари...
Из кута мукло бије сахат стари.
Ја склапам очи и од среће плачем...

## О аутору
Алекса Шантић је био српски и босанскохерцеговачки песник и академик. Рођен је 27. маја 1868. године у Мостару, а преминуо 2. фебруара 1924. године у родном граду. Сматра се једним од најбољих и највећих песника крајем 19. и почетком 20. века. Његова дела сачињена су са љубављу, чежњом али и искреним патриотизмом. Јаком љубавном и друштвеном поезијом оставио је траг у српској и босанскохерцеговачкој књижевности. 